# Baobab (groupe)
Pour les articles homonymes, voir Baobab (homonymie).
Baobab est un groupe de reggae formé en 1992, issu de la banlieue parisienne.
Les membres du groupe sont :
- Ouafi Djakliou (saxophone);
- William Jarry (percussions);
- Manuel Merlot (chant);
- Benoït Tranle (guitare, guitare basse et clavier).

Le groupe est nommé aux Victoires de la musique en 2002 dans la catégorie « album reggae/ragga ».